# Halskota
| Cervikalkota.Illustration: Gray's Anatomy, 1918. (PD) · Cervikalkota.Illustration: Gray's Anatomy, 1918. (PD) |
| Cervikalkota. Kraniell och lateral vy. Illustration: Gray's Anatomy, 1918. (PD)                               |

Halskota, cervikalkota (latin: vertebra cervicalis, pluralis vertebrae cervicales) är en av ryggradens kotor i halsen, omedelbart nedanför kraniet. I människans kropp finns sju halskotor som tillsammans utgör omkring en femtedel av ryggradens längd.
Halskotorna är mindre än bröst- och ländkotorna och känns lätt igen genom hålen (foramen) i kotornas tvärutskott (processus transversi) genom vilka vertebralartären (art. vertebralis) löper. Bröstkotor (thorakalkotorna, vertebrae thoracicae) definieras som de ryggkotor som ledar mot ett par revben (costae) och är placerade under (kaudalt om) halskotorna.
Hos några djurarter består delar av kraniet av vertebra-liknande element. Hos människan består nackbenet eller occipitalbenet av fyra sådana element. Hos många ryggradsdjur varierar antalet halskotor. Nästan alla däggdjur har dock sju halskotor, inklusive de med mycket korta nackar, som elefanter och valar, eller långa, som giraffer. Ett undantag är dock sengångare där arterna har mellan sex, sju eller nio halskotor.
Den första (ringkotan, atlas), andra (tappkotan, axis) och sjunde cervikalkotan (vertebra prominens) avviker från de övriga fyra som i princip är identiska.

## Rörelser i cervikalpelaren
Huvudets flexions- och extensionsrörelser sker huvudsakligen i leden mellan den första halskotan och occipitalbenet (atlantooccipitalleden). Cervikalpelaren är dock jämförelsevis mobil och huvudets rörelser är delvis beroende av flexion och extension i själva ryggraden.
Vänster- och högerrotation av huvudet sker nästan uteslutande i leden mellan första och andra halskotan (atlantoaxialleden). Rotation i ryggraden bidrar i begränsad omfattning till denna rotationsrörelse.
Lateralflexion av nacken, då örat läggs mot axeln, sker genom rörelser i själva ryggraden.

## Grundform
De fyra mellersta halskotorna (C 3–C VI) har samma grundform. 
Kotkroppen (corpus vertebrae) är bredare frontalt (höger-vänster) än sagittalt (bakåt-framåt). Deras fram- och baksidor är platta och lika höga. De främre ytorna ligger dock lägre än de bakre och "hänger ned" över underliggande kotas framsida. Översidorna är konkava transversellt och försedda med ledläppar på var sida. Undersidorna är konkava sagitallt och konvexa transversellt och försedda med laterala fördjupningar som ledar mot underliggande kotas ledläppar.
Kotbågen (arcus vertebrae) består av vänster och höger kotrot (pediculus vertebrae) som är riktade lateralt bakåt. De har sitt fäste precis mittemellan kotkroppens över- och undersida. Utrymmet som bildas mellan två kotors rötter kallas foramen intervertebrale. 
Från ledtapparna (processus articulares) utgår de smala kotbågsplattorna (lamina arcus vertebrae) som är bredare på ovansidan än undersidan.
Kothålen är breda och triangelformade. Taggutskotten (processus spinosus) är korta och tudelade och de två utskotten är ofta olika stora.
Ledtapparnas ledytor är platta och ovala. De övre ledytorna är riktade bakåt, uppåt och något medialt och de nedre riktade framåt, nedåt och något lateralt.
Tvärutskotten (processus transversi) perforeras av kothål (foramen transversarium) genom vilka vertebralisartären (a. vertebralis) tillsammans med vener och nerver i de översta sex halskotorna leder till och från hjärnan. Tvärutskotten består av en främre del (tuberculum anterius) och en bakre del (tuberculum posterior) där den främre utgör halskotornas kostala element.

## Första, andra och sjunde cervikalkotorna

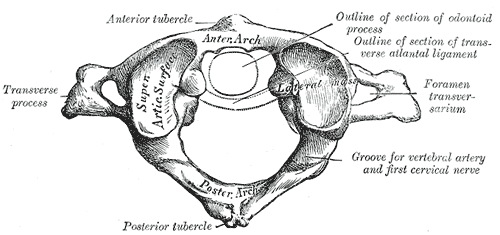
Atlas, kraniell vy.

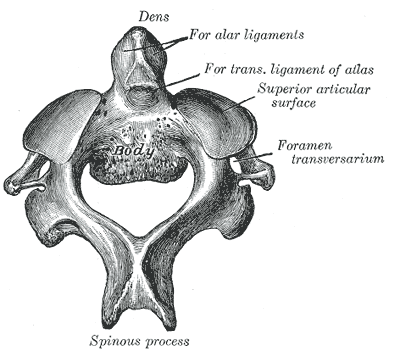
Axis, kraniell vy.

Den översta halskotan, ringkotan (atlas, C I) , är döpt efter Atlas i den grekiska mytologin eftersom den bär kraniet. Dess främsta kännemärke att den saknar kotkropp och istället består av en bakre och en främre båge.
Den andra cervikalkotan, tappkotan (axis, C II), utmärks av det cylinderformade utskott (dens axis) som sticker upp på översidan och kring vilken huvudet roterar.
Den sjunde och sista cervikalkotan (C VII) utmärker sig genom sitt utdragna taggutskott.